# Приймак, Борис Иванович
Бори́с Ива́нович Прийма́к (29 мая [11 июня] 1909, Новочеркасск, область Войска Донского, Российская империя — 17 февраля 1996, Киев) — советский, украинский архитектор, педагог. Народный архитектор СССР (1970).
Главный архитектор Киева (1955—1973).

## Биография
В 1930 году окончил архитектурный факультет Харьковского художественного института. В 1936—1940 годах учился в аспирантуре Академии архитектуры СССР.
До 1936 года работал в Харькове в проектных организациях, где участвовал в составлении проектов планировки и реконструкции Запорожья, Кривого Рога, Тбилиси и других городов.
Преподавал в Киевском художественном институте (профессор с 1971 года).
С 1955 по 1973 год — главный архитектор Киева. 
Член КПСС с 1952 года.
Умер 17 февраля 1996 года в Киеве. Похоронен на Байковом кладбище.

### Семья
- Жена — Клавдия Васильевна Хмелёва (1911—1994).
- Дочь — Марина Борисовна Приймак (1940—1995), архитектор «КиевЗНИИЭП».
- Внучка — Анастасия Олеговна Снисаренко-Ержиковская (род. 1967), архитектор.

## Награды и звания
- Заслуженный строитель Украинской ССР (1965)
- Народный архитектор СССР (1970)
- Премия Совета Министров СССР (1973)
- Орден Ленина
- Два ордена Трудового Красного Знамени
- Медали
- Почётный профессор Украинской академии художеств (1993)

## Реализованные проекты
- Генеральный план Киева (1947)
- Один из авторов утвержденного конкурсного проекта застройки Крещатика (1949—1954)
- Здание Министерства связи на Крещатике
- Здание Главпочтамта на площади Независимости (совместно с архитекторами Ладным, Хлебниковым, Слуцким)
- Здание гостиницы «Москва» (совместно с архитекторами А. Добровольским, А. Косенко, А. Милецким, В. Сазанским)
- Оформление моста Патона (совместно с архитекторами Будиловской, Хлебниковым, Ладно, Фокичевой)
- Станции метрополитена «Завод Большевик», «Нивки», «Октябрьская», «Красная площадь».

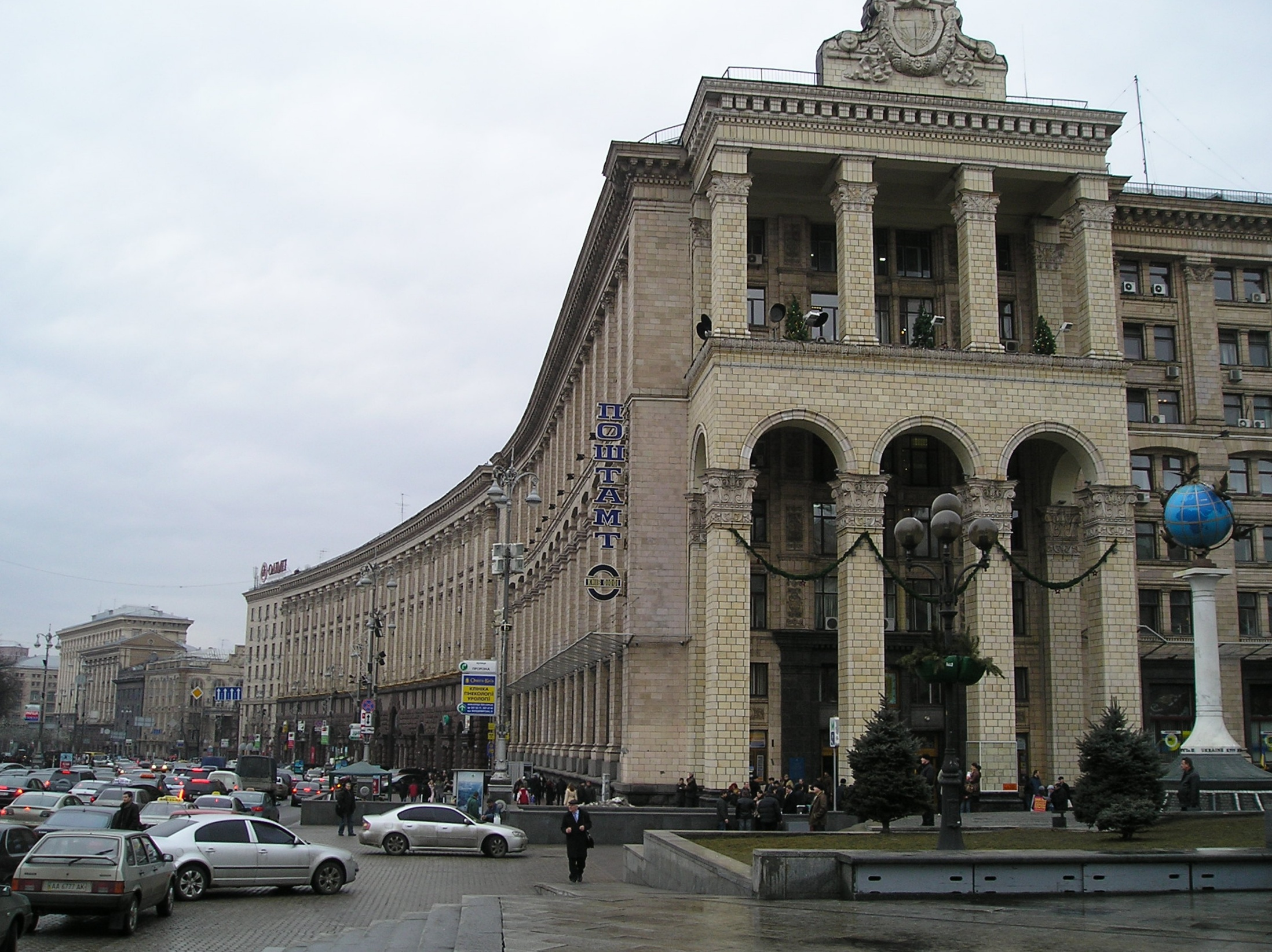
Главпочтамта в Киеве (1952–1957)
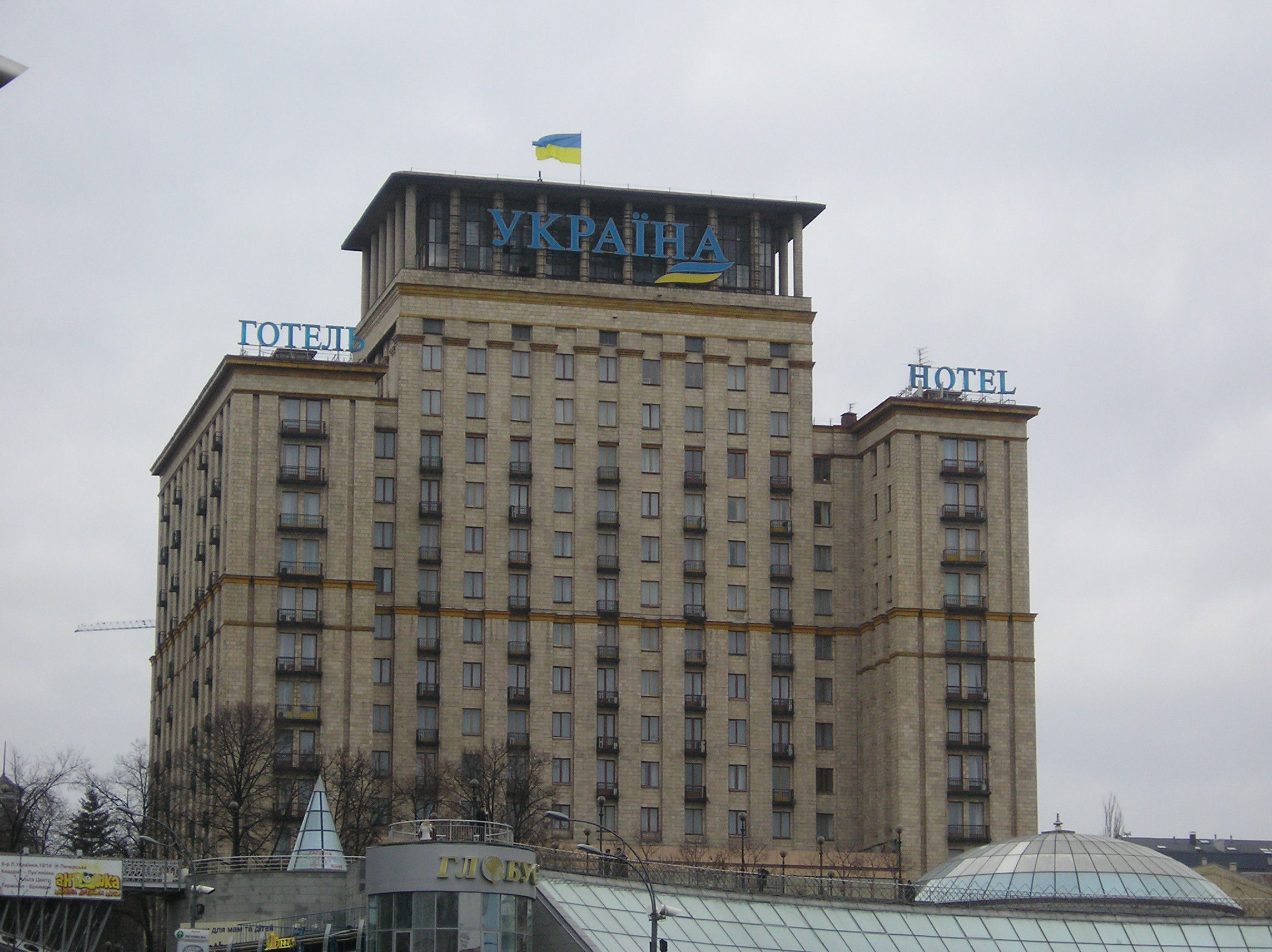
Гостиница «Москва» (1954–1961)
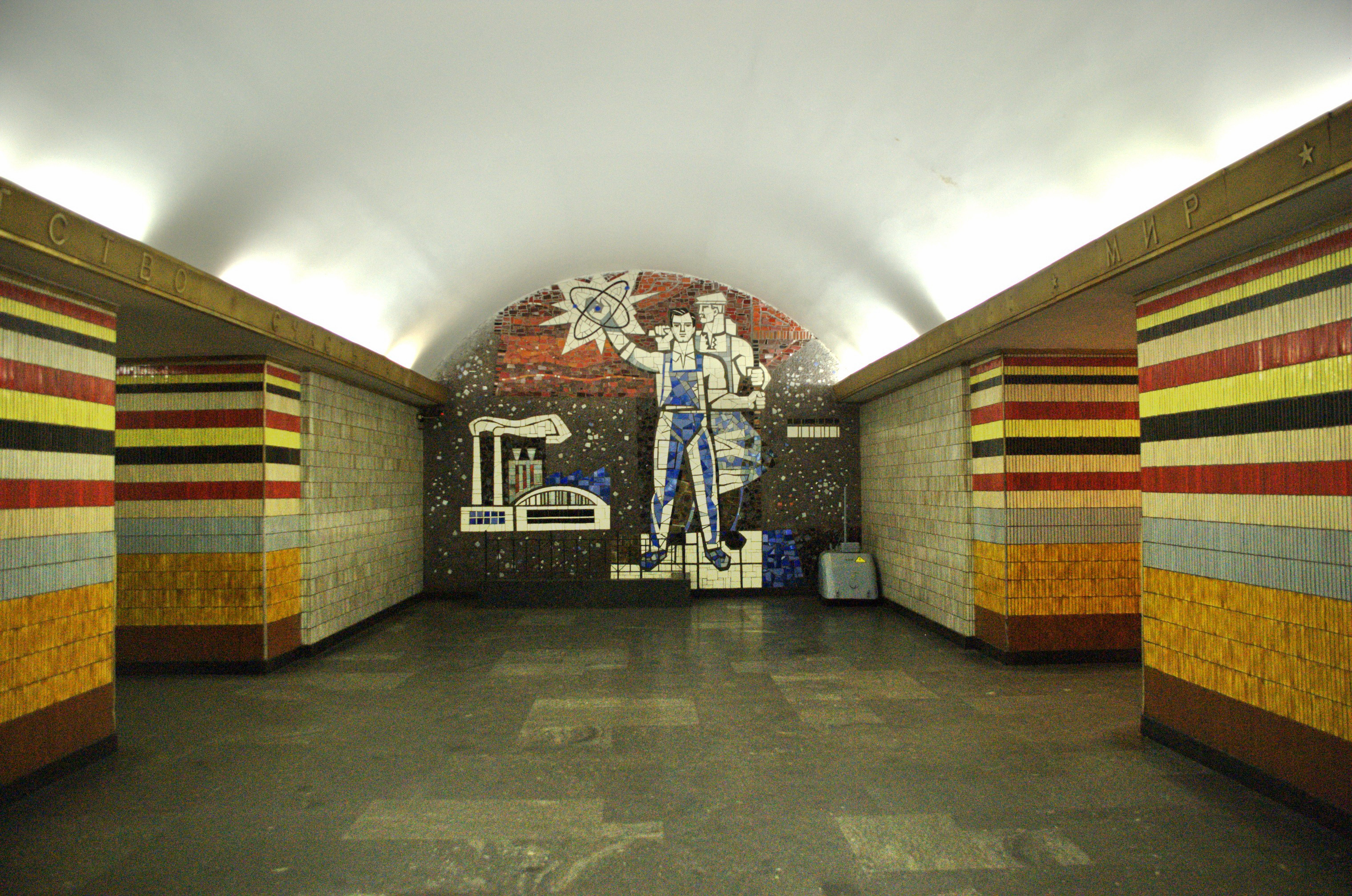
Станция метро «Завод Большевик» (1963)
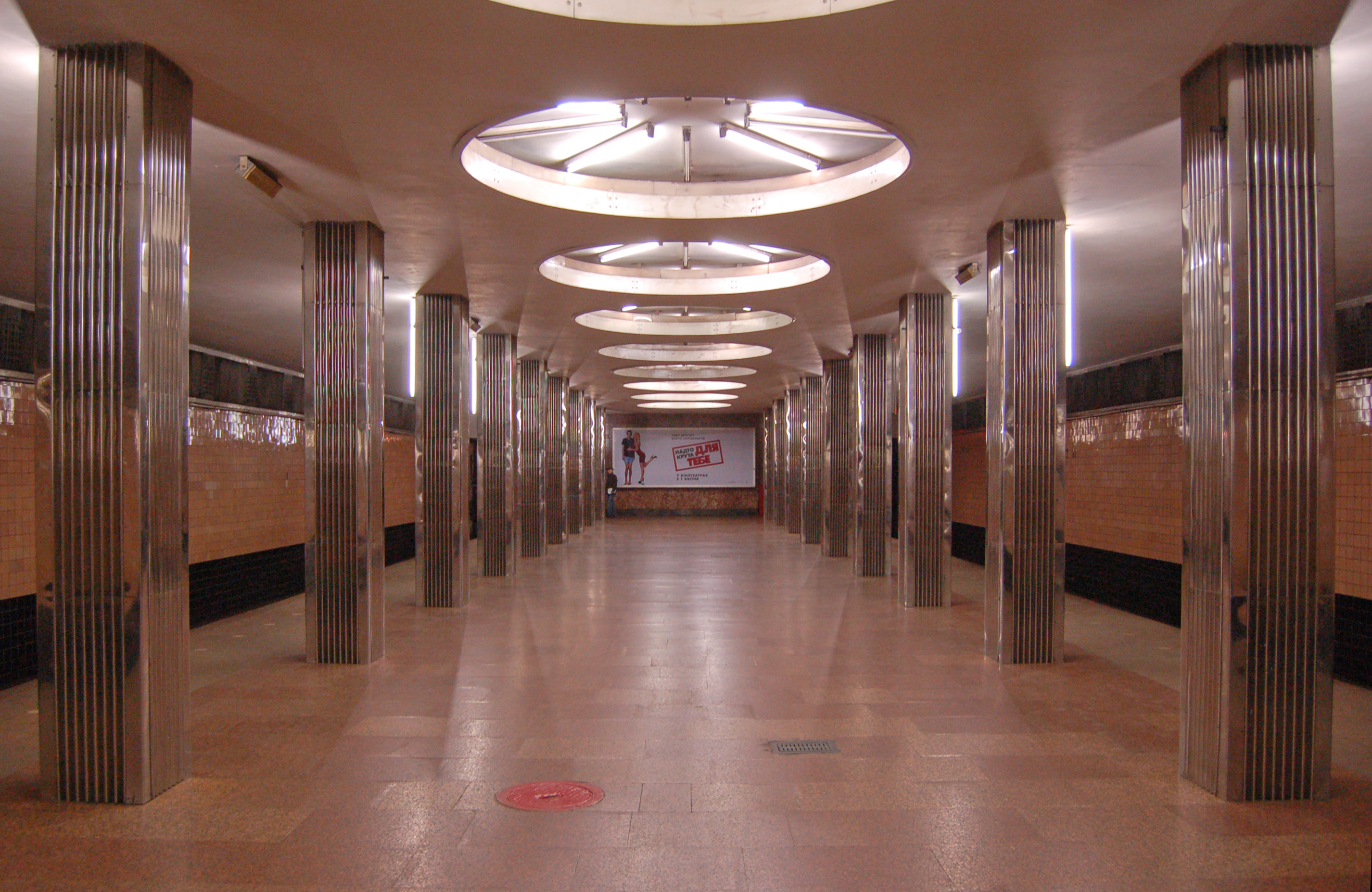
Станция метро «Октябрьская» (1971)
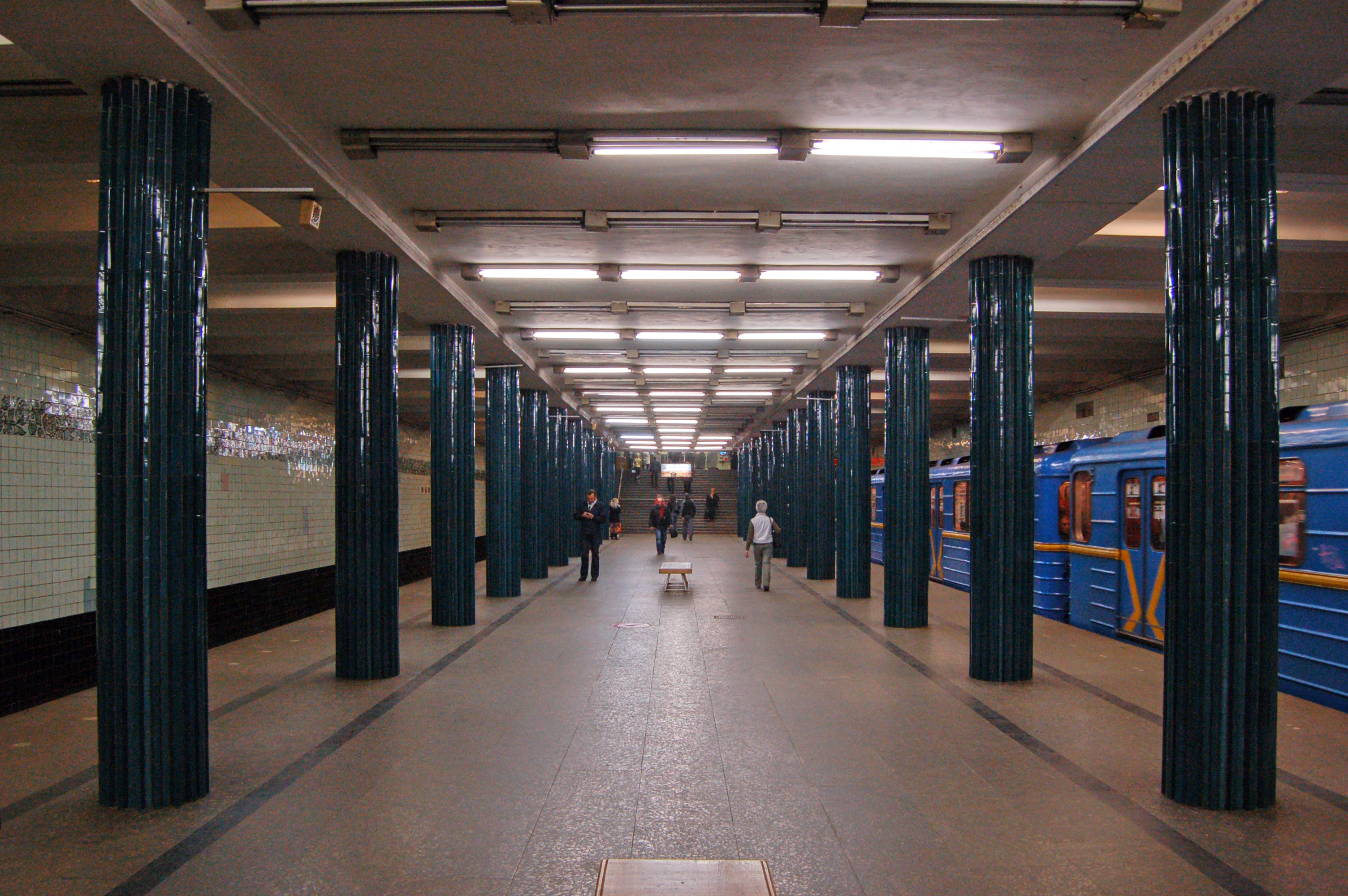
Станция метро «Нивки» (1971)
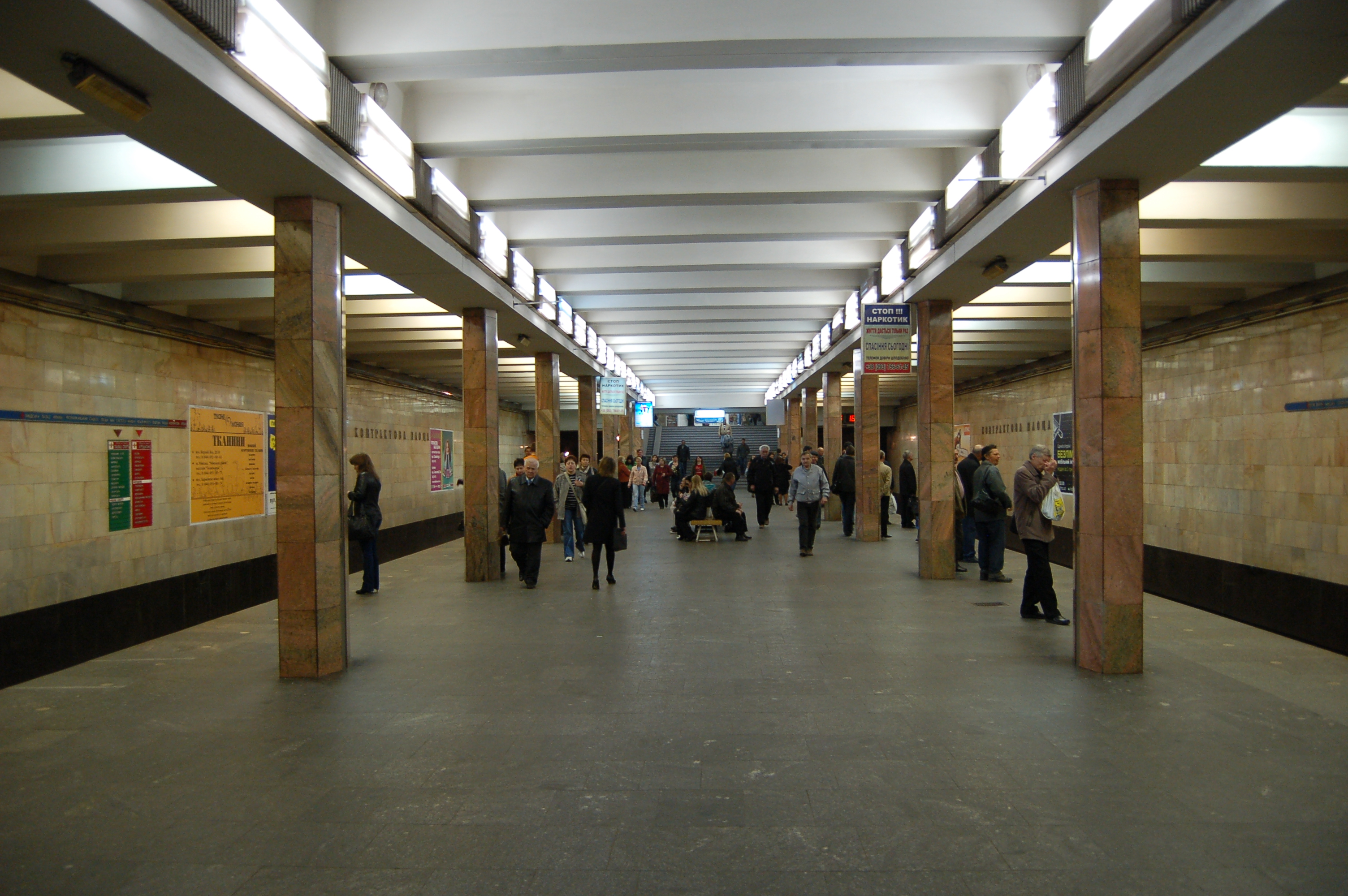
Станция метро «Красная площадь» (1976)